# موسیقی خورشید
موسیقی خورشید (به انگلیسی: Music of the Sun) اولین آلبوم استودیویی از خواننده باربادایی ، ریانا، می‌باشد که در ۱۲ اوت ۲۰۰۵ منتشر شد. ریانا توسط تهیه کننده‌اش ، ایوان روجرز کشف شد ، کسی که به او کمک کرد که نسخه نمایشی آلبومش را ضبط کند.